# Коннієс
Ко́ннієс (рос. Конниес) — річка в Росії, Республіка Саха. Ліва притока річки Анабар.
Річка тече на північний схід, впадає до Анабару. Має меандри та стариці, здатна до зміни русла.
Довжина річки — 110 км. Висота витоку — 84 м, висота гирла — 1 м; похил русла — 0,8 м/км. Ширина русла — 27 м у верхній, 20 м в середній, 35 м у нижній течії. Швидкість течії — 0,2 м/с. Глибина — 0,7 м; дно заросле водоростями.